# Le Jugement dernier (Bosch, Vienne)
Pour les articles homonymes, voir Le Jugement dernier.
Ne doit pas être confondu avec Le Jugement dernier (Bosch, Bruges) ou Le Jugement dernier (suiveur de Bosch, Munich).
Le Jugement dernier est un triptyque du peintre néerlandais Jérôme Bosch, peint après 1482. Il est actuellement exposé à l'Académie des beaux-arts de Vienne (Autriche).
Le revers des volets du triptyque présentent une scène en grisaille sur panneau, alors que l'intérieur a été peint selon la technique de l'huile sur panneau. Les volets droite et de gauche mesurent 167,7 × 60 cm chacun et le panneau central mesure 164 × 127 cm. Il ne doit pas être confondu avec le panneau fragmentaire connu sous le même nom et exposé à Munich (voir Le Jugement dernier (suiveur de Bosch, Munich)), ni avec une autre œuvre parfois attribué à un membre de son atelier (voir Le Jugement dernier (Bosch, Bruges)).
Il présente plusieurs similarités avec Le Chariot de foin. Le panneau de gauche représente le Jardin d'Éden, dans la partie supérieure, Dieu est représenté assis au Paradis alors que des anges rebelles sont chassés du Paradis et transformés en insectes. Dans la partie inférieure, Dieu crée Ève à partir d'Adam, et en remontant dans le panneau on aperçoit Ève tentée par le Serpent (peut-être Lilith), et les deux sont finalement chassés par les Anges dans la forêt obscure symbolisant la noirceur et les péchés de l'Humanité. Sur le panneau central, Dieu, entouré par des saints juge les âmes. Sous lui un monde de chaos, consumé par le feu, où des démons saisissent des âmes. Sur le panneau de droite, est représenté l'enfer où les âmes damnées sont envoyées.

## Détails

### Intérieur du triptyque (partie basse manquante)
| La partie basse du triptyque est manquante. |

### Triptyque refermé
| Jacques de Zébédée, left outer wing | Saint Bavon, right outer wing |